# طواف المجر 2022
طواف المجر 2022 (بالمجرية: 2022-es Tour de Hongrie)‏ هو سباق دراجات هوائية، وهو الموسم الثالث والأربعين من طواف المجر، وأقيم خلال الفترة من 11 مايو 2022، وحتى 15 مايو 2022، وشارك فيه 131 متسابقاً ووصل إلى نهايته 123 متسابقاً.
فاز بالمركز الأول إدوارد دنبر، وبالمركز الثاني أوسكار رودريغيز، وبالمركز الثالث Samuele Battistella ‏، وفاز فابيو جاكوبسن في ترتيب النقاط، وكان الفائز في تصنيف الجبال Aaron Van Poucke ‏، وفاز تريك سيغافريدو في ترتيب الفرق.

## الفرق
| فرق عالمية (11)- Ineos Grenadiers - Quick-Step Alpha Vinyl - Movistar Team - Israel-Premier Tech - Jumbo-Visma - Trek-Segafredo - Bahrain Victorious - BikeExchange-Jayco - Bora-Hansgrohe - Team DSM - Astana Qazaqstan Team فرق برو (9)- كاجا رورال-سيغوروس 2022 ‏ - Alpecin-Fenix - درون هوبر-أندروني جوكاتولي 2022 ‏ - أونو اكس برو سايكلنج تيم 2022 ‏ - نوفو نورديسك 2022 ‏ - فريق إيولو كوميت لركوب الدراجات 2022 ‏ - سبورت فلاندرين بالويس 2022 ‏ - Human Powered Health - بي آند بي هوتيلز 2022 ‏ فرق قارية (2)- أدريا موبيل 2022 ‏ - جيوتي فيكتوريا سافيني ديو 2022 ‏ فريق وطني- فريق المجر لركوب الدراجات للرجال 2022‏ |  |
| |  |

## المراحل
| قائمة المراحل | قائمة المراحل | قائمة المراحل                   | قائمة المراحل      | قائمة المراحل | قائمة المراحل   | قائمة المراحل  |
| المرحلة       | التاريخ       | الدورة                          |                    | المسافة (كم)  | الفائز بالمرحلة | القائد العام   |
| ------------- | ------------- | ------------------------------- | ------------------ | ------------- | --------------- | -------------- |
| مرحلة 1       | 11 مايو       | Csákvár ‏ – سيكشفهيرفار          | مرحلة جبلية        | 198           | Olav Kooij ‏     | Olav Kooij ‏    |
| مرحلة 2       | 12 مايو       | Karcag ‏ – Hajdúszoboszló ‏       | مرحلة مستوية       | 192           | فابيو جاكوبسن   | Jens Reynders ‏ |
| مرحلة 3       | 13 مايو       | Sárospatak ‏ – نيرغهازا          | مرحلة مستوية       | 154           | فابيو جاكوبسن   | فابيو جاكوبسن  |
| مرحلة 4       | 14 مايو       | Kazincbarcika ‏ – Kazincbarcika ‏ | مرحلة جبلية        | 177           | ديلان جروينويغن | فابيو جاكوبسن  |
| مرحلة 5       | 15 مايو       | ميشكولتس – Kékestető ‏           | مرحلة جبلية متوسطة | 184           | Antonio Tiberi ‏ | إدوارد دنبر    |

## النتيجة

### مرحلة 1
هي مرحلة جبلية، أقيمت في 11 مايو 2022، وامتدّت لمسافة 198 كيلومتر. فاز بالمرحلة Olav Kooij ‏، وكان متصدر الترتيب العام في نهاية المرحلة Olav Kooij ‏، وكان المتصدر حسب ترتيب النقاط Olav Kooij ‏، وكان المتصدر في ترتيب التسلق Aaron Van Poucke ‏، ومتصدر ترتيب الفرق فريق إنيوس 2022.
| التصنيف العام         | التصنيف العام     | التصنيف العام    | التصنيف العام          | التصنيف العام |
| العداء                | العداء            | البلد            | الفريق                 | الوقت         |
| --------------------- | ----------------- | ---------------- | ---------------------- | ------------- |
| 1                     | Olav Kooij ‏       | هولندا           | Jumbo-Visma            | 4 س 34 د 36 ث |
| 2                     | Jens Reynders ‏    | بلجيكا           | سبورت فلاندرين بالويس ‏ | + 2 ث         |
| 3                     | إيليا فيفياني     | إيطاليا          | Ineos Grenadiers       | + 4 ث         |
| 4                     | Matt Walls ‏       | المملكة المتحدة  | بورا هانسغروه          | + 6 ث         |
| 5                     | مارتون دينا       | المجر            | إيولو كوميت ‏           | + 6 ث         |
| 6                     | Viktor Filutás ‏   | المجر            | أدريا موبيل ‏           | + 7 ث         |
| 7                     | Joey Rosskopf ‏    | الولايات المتحدة | Human Powered Health   | + 8 ث         |
| 8                     | Aaron Van Poucke ‏ | بلجيكا           | سبورت فلاندرين بالويس ‏ | + 9 ث         |
| 9                     | رودي باربير       | فرنسا            | إسرائيل - بريمير تيك   | + 10 ث        |
| 10                    | ماتيو موشيتي      | إيطاليا          | تريك سيغافريدو         | + 10 ث        |
| مصدر: ProCyclingStats |                   |                  |                        |               |

### مرحلة 2
هي مرحلة بسيطة، أقيمت في 12 مايو 2022، وامتدّت لمسافة 192 كيلومتر. فاز بالمرحلة فابيو جاكوبسن، وكان متصدر الترتيب العام في نهاية المرحلة Jens Reynders ‏، وكان المتصدر حسب ترتيب النقاط Jens Reynders ‏، وكان المتصدر في ترتيب التسلق Aaron Van Poucke ‏، وكان متصدر ترتيب الفرق إسرائيل - بريمير تيك 2022 ‏.
| التصنيف العام         | التصنيف العام    | التصنيف العام    | التصنيف العام          | التصنيف العام |
| العداء                | العداء           | البلد            | الفريق                 | الوقت         |
| --------------------- | ---------------- | ---------------- | ---------------------- | ------------- |
| 1                     | Jens Reynders ‏   | بلجيكا           | سبورت فلاندرين بالويس ‏ | 8 س 33 د 52 ث |
| 2                     | فابيو جاكوبسن    | هولندا           | Quick-Step Alpha Vinyl | + 4 ث         |
| 3                     | Olav Kooij ‏      | هولندا           | Jumbo-Visma            | + 4 ث         |
| 4                     | إيليا فيفياني    | إيطاليا          | Ineos Grenadiers       | + 5 ث         |
| 5                     | رودي باربير      | فرنسا            | إسرائيل - بريمير تيك   | + 8 ث         |
| 6                     | ساشا ويميس       | بلجيكا           | سبورت فلاندرين بالويس ‏ | + 10 ث        |
| 7                     | Matt Walls ‏      | المملكة المتحدة  | بورا هانسغروه          | + 10 ث        |
| 8                     | فيليبو بارونسيني | إيطاليا          | تريك سيغافريدو         | + 10 ث        |
| 9                     | مارتون دينا      | المجر            | إيولو كوميت ‏           | + 10 ث        |
| 10                    | Joey Rosskopf ‏   | الولايات المتحدة | Human Powered Health   | + 12 ث        |
| مصدر: ProCyclingStats |                  |                  |                        |               |

### مرحلة 3
هي مرحلة بسيطة، أقيمت في 13 مايو 2022، وامتدّت لمسافة 154 كيلومتر. فاز بالمرحلة فابيو جاكوبسن، وكان متصدر الترتيب العام في نهاية المرحلة فابيو جاكوبسن، وكان المتصدر حسب ترتيب النقاط رودي باربير، وكان المتصدر في ترتيب التسلق Aaron Van Poucke ‏، وكان متصدر ترتيب الفرق إسرائيل - بريمير تيك 2022 ‏.
| التصنيف العام         | التصنيف العام    | التصنيف العام    | التصنيف العام          | التصنيف العام  |
| العداء                | العداء           | البلد            | الفريق                 | الوقت          |
| --------------------- | ---------------- | ---------------- | ---------------------- | -------------- |
| 1                     | فابيو جاكوبسن    | هولندا           | Quick-Step Alpha Vinyl | 11 س 59 د 41 ث |
| 2                     | Jens Reynders ‏   | بلجيكا           | سبورت فلاندرين بالويس ‏ | + 6 ث          |
| 3                     | رودي باربير      | فرنسا            | إسرائيل - بريمير تيك   | + 8 ث          |
| 4                     | إيليا فيفياني    | إيطاليا          | Ineos Grenadiers       | + 11 ث         |
| 5                     | ساشا ويميس       | بلجيكا           | سبورت فلاندرين بالويس ‏ | + 12 ث         |
| 6                     | Matt Walls ‏      | المملكة المتحدة  | بورا هانسغروه          | + 16 ث         |
| 7                     | فيليبو بارونسيني | إيطاليا          | تريك سيغافريدو         | + 16 ث         |
| 8                     | مارتون دينا      | المجر            | إيولو كوميت ‏           | + 16 ث         |
| 9                     | كريستس نيولاندز  | لاتفيا           | إسرائيل - بريمير تيك   | + 18 ث         |
| 10                    | Joey Rosskopf ‏   | الولايات المتحدة | Human Powered Health   | + 18 ث         |
| مصدر: ProCyclingStats |                  |                  |                        |                |

### مرحلة 4
هي مرحلة جبلية، أقيمت في 14 مايو 2022، وامتدّت لمسافة 177 كيلومتر. فاز بالمرحلة ديلان جروينويغن، وكان متصدر الترتيب العام في نهاية المرحلة فابيو جاكوبسن، وكان المتصدر حسب ترتيب النقاط فابيو جاكوبسن، وكان المتصدر في ترتيب التسلق Aaron Van Poucke ‏، وكان متصدر ترتيب الفرق إسرائيل - بريمير تيك 2022 ‏.
| التصنيف العام         | التصنيف العام    | التصنيف العام   | التصنيف العام           | التصنيف العام  |
| العداء                | العداء           | البلد           | الفريق                  | الوقت          |
| --------------------- | ---------------- | --------------- | ----------------------- | -------------- |
| 1                     | فابيو جاكوبسن    | هولندا          | Quick-Step Alpha Vinyl  | 15 س 58 د 50 ث |
| 2                     | رودي باربير      | فرنسا           | إسرائيل - بريمير تيك    | + 10 ث         |
| 3                     | Jens Reynders ‏   | بلجيكا          | سبورت فلاندرين بالويس ‏  | + 12 ث         |
| 4                     | ديلان جروينويغن  | هولندا          | Team BikeExchange-Jayco | + 16 ث         |
| 5                     | إيليا فيفياني    | إيطاليا         | Ineos Grenadiers        | + 17 ث         |
| 6                     | Toon Vandebosch ‏ | بلجيكا          | Alpecin-Fenix           | + 17 ث         |
| 7                     | ساشا ويميس       | بلجيكا          | سبورت فلاندرين بالويس ‏  | + 18 ث         |
| 8                     | Matt Walls ‏      | المملكة المتحدة | بورا هانسغروه           | + 22 ث         |
| 9                     | فيليبو بارونسيني | إيطاليا         | تريك سيغافريدو          | + 22 ث         |
| 10                    | مارتون دينا      | المجر           | إيولو كوميت ‏            | + 22 ث         |
| مصدر: ProCyclingStats |                  |                 |                         |                |

### مرحلة 5
هي مرحلة جبلية متوسطة، أقيمت في 15 مايو 2022، وامتدّت لمسافة 184 كيلومتر. فاز بالمرحلة Antonio Tiberi ‏، وكان متصدر الترتيب العام في نهاية المرحلة إدوارد دنبر، وكان المتصدر حسب ترتيب النقاط فابيو جاكوبسن، وكان المتصدر في ترتيب التسلق Aaron Van Poucke ‏، ومتصدر ترتيب الفرق تريك-سيغافريدو 2022.
| التصنيف العام         | التصنيف العام        | التصنيف العام   | التصنيف العام          | التصنيف العام  |
| العداء                | العداء               | البلد           | الفريق                 | الوقت          |
| --------------------- | -------------------- | --------------- | ---------------------- | -------------- |
| 1                     | إدوارد دنبر          | جمهورية أيرلندا | Ineos Grenadiers       | 20 س 38 د 43 ث |
| 2                     | أوسكار رودريغيز      | إسبانيا         | موفيستار               | + 23 ث         |
| 3                     | Samuele Battistella ‏ | إيطاليا         | Astana Qazaqstan Team  | + 28 ث         |
| 4                     | Edoardo Zambanini ‏   | إيطاليا         | Bahrain Victorious     | + 29 ث         |
| 5                     | كارل فريدريك هاغن    | النرويج         | إسرائيل - بريمير تيك   | + 35 ث         |
| 6                     | Niklas Eg ‏           | الدنمارك        | أونو-إكس موبيليتي ‏     | + 36 ث         |
| 7                     | كريستس نيولاندز      | لاتفيا          | إسرائيل - بريمير تيك   | + 43 ث         |
| 8                     | باتريك كونراد        | النمسا          | بورا هانسغروه          | + 50 ث         |
| 9                     | Anthon Charmig ‏      | الدنمارك        | أونو-إكس موبيليتي ‏     | + 59 ث         |
| 10                    | Kamiel Bonneu ‏       | بلجيكا          | سبورت فلاندرين بالويس ‏ | + 1 د 01 ث     |
| مصدر: ProCyclingStats |                      |                 |                        |                |

## التصنيف العام النهائي
| التصنيف العام         | التصنيف العام        | التصنيف العام   | التصنيف العام          | التصنيف العام  |
| العداء                | العداء               | البلد           | الفريق                 | الوقت          |
| --------------------- | -------------------- | --------------- | ---------------------- | -------------- |
| 1                     | إدوارد دنبر          | جمهورية أيرلندا | Ineos Grenadiers       | 20 س 38 د 43 ث |
| 2                     | أوسكار رودريغيز      | إسبانيا         | موفيستار               | + 23 ث         |
| 3                     | Samuele Battistella ‏ | إيطاليا         | Astana Qazaqstan Team  | + 28 ث         |
| 4                     | Edoardo Zambanini ‏   | إيطاليا         | Bahrain Victorious     | + 29 ث         |
| 5                     | كارل فريدريك هاغن    | النرويج         | إسرائيل - بريمير تيك   | + 35 ث         |
| 6                     | Niklas Eg ‏           | الدنمارك        | أونو-إكس موبيليتي ‏     | + 36 ث         |
| 7                     | كريستس نيولاندز      | لاتفيا          | إسرائيل - بريمير تيك   | + 43 ث         |
| 8                     | باتريك كونراد        | النمسا          | بورا هانسغروه          | + 50 ث         |
| 9                     | Anthon Charmig ‏      | الدنمارك        | أونو-إكس موبيليتي ‏     | + 59 ث         |
| 10                    | Kamiel Bonneu ‏       | بلجيكا          | سبورت فلاندرين بالويس ‏ | + 1 د 01 ث     |
| مصدر: ProCyclingStats |                      |                 |                        |                |

### تصنيف النقاط
| تصنيف النقاط          | تصنيف النقاط     | تصنيف النقاط | تصنيف النقاط               | تصنيف النقاط |
| العداء                | العداء           | البلد        | الفريق                     | النقاط       |
| --------------------- | ---------------- | ------------ | -------------------------- | ------------ |
| 1                     | فابيو جاكوبسن    | هولندا       | Quick-Step Alpha Vinyl     | 47 نقطة      |
| 2                     | رودي باربير      | فرنسا        | إسرائيل - بريمير تيك       | 42 نقطة      |
| 3                     | ساشا ويميس       | بلجيكا       | سبورت فلاندرين بالويس ‏     | 31 نقطة      |
| 4                     | Jens Reynders ‏   | بلجيكا       | سبورت فلاندرين بالويس ‏     | 29 نقطة      |
| 5                     | إيليا فيفياني    | إيطاليا      | Ineos Grenadiers           | 23 نقطة      |
| 6                     | ماكس كانتر       | ألمانيا      | موفيستار                   | 21 نقطة      |
| 7                     | ديلان جروينويغن  | هولندا       | Team BikeExchange-Jayco    | 19 نقطة      |
| 8                     | إميل ديمة ‏       | رومانيا      | جيوتي فيكتوريا سافيني ديو ‏ | 19 نقطة      |
| 9                     | Antonio Tiberi ‏  | إيطاليا      | تريك سيغافريدو             | 15 نقطة      |
| 10                    | Toon Vandebosch ‏ | بلجيكا       | Alpecin-Fenix              | 15 نقطة      |
| مصدر: ProCyclingStats |                  |              |                            |              |

### تصنيف الجبال
| تصنيف الجبال          | تصنيف الجبال         | تصنيف الجبال    | تصنيف الجبال               | تصنيف الجبال |
| العداء                | العداء               | البلد           | الفريق                     | النقاط       |
| --------------------- | -------------------- | --------------- | -------------------------- | ------------ |
| 1                     | Aaron Van Poucke ‏    | بلجيكا          | سبورت فلاندرين بالويس ‏     | 34 نقطة      |
| 2                     | Nicolas Dalla Valle ‏ | إيطاليا         | جيوتي فيكتوريا سافيني ديو ‏ | 14 نقطة      |
| 3                     | أومبرتو مارينغو      | إيطاليا         | أندروني جوكاتولي-سيدرمك ‏   | 11 نقطة      |
| 4                     | Antonio Tiberi ‏      | إيطاليا         | تريك سيغافريدو             | 10 نقطة      |
| 5                     | Jens Reynders ‏       | بلجيكا          | سبورت فلاندرين بالويس ‏     | 8 نقطة       |
| 6                     | إميل ديمة ‏           | رومانيا         | جيوتي فيكتوريا سافيني ديو ‏ | 8 نقطة       |
| 7                     | إدوارد دنبر          | جمهورية أيرلندا | Ineos Grenadiers           | 7 نقطة       |
| 8                     | مارتون دينا          | المجر           | إيولو كوميت ‏               | 7 نقطة       |
| 9                     | Viktor Filutás ‏      | المجر           | أدريا موبيل ‏               | 6 نقطة       |
| 10                    | أوسكار رودريغيز      | إسبانيا         | موفيستار                   | 5 نقطة       |
| مصدر: ProCyclingStats |                      |                 |                            |              |

## تصنيف الفرق

### الفرق حسب الوقت
| تصنيف الفرق حسب الوقت | تصنيف الفرق حسب الوقت                 | تصنيف الفرق حسب الوقت | تصنيف الفرق حسب الوقت |
| الفريق                | الفريق                                | البلد                 | الوقت                 |
| --------------------- | ------------------------------------- | --------------------- | --------------------- |
| 1                     | تريك سيغافريدو                        | الولايات المتحدة      | 61 س 58 د 48 ث        |
| 2                     | موفيستار                              | إسبانيا               | + 57 ث                |
| 3                     | Alpecin-Fenix                         | بلجيكا                | + 2 د 00 ث            |
| 4                     | كاجا رورال-سيغوروس 2022 ‏              | إسبانيا               | + 2 د 02 ث            |
| 5                     | Astana Qazaqstan Team                 | كازاخستان             | + 2 د 10 ث            |
| 6                     | Bahrain Victorious                    | البحرين               | + 2 د 17 ث            |
| 7                     | Human Powered Health                  | الولايات المتحدة      | + 2 د 18 ث            |
| 8                     | فريق إيولو كوميت لركوب الدراجات 2022 ‏ | إيطاليا               | + 2 د 43 ث            |
| 9                     | سبورت فلاندرين بالويس 2022 ‏           | بلجيكا                | + 2 د 57 ث            |
| 10                    | إسرائيل - بريمير تيك 2022 ‏            | إسرائيل               | + 3 د 38 ث            |
| مصدر: ProCyclingStats |                                       |                       |                       |

## وصلات خارجية
- الموقع الرسمي
- لمحة عن سباق طواف المجر 2022 على موقع  ProCyclingStats   (برو  سايكلنج  ستاتس) - إحصاءات  محترفي  الدراجات.
- طواف المجر 2022 على موقع إحصائيات الدراجات الإحترافية (الإنجليزية)